# Popa gracilis
Popa gracilis är en bönsyrseart som beskrevs av Schulthess-schindler 1898. Popa gracilis ingår i släktet Popa och familjen Mantidae. Inga underarter finns listade i Catalogue of Life.